# Axel Blomqvist
Axel Blomqvist, född 14 december 1894 i Brännkyrka församling, Stockholm, död 11 december 1965 i Hägerstens församling, Stockholm,  var en svensk hastighetsåkare på skridskor. Han deltog i Olympiska vinterspelen 1924. Han kom sexa på 500 meter, trettonde på 1 500 meter och femtonde på 5 000 meter.